# محمد بيغزاديتش
محمد بيغزاديتش مواليد 5 يناير 1993 في البوسنة والهرسك، هو لاعب كرة قدم بوسني. يلعب كمهاجم. مثّل منتخب البوسنة والهرسك لكرة القدم فئة الشباب.

## المسيرة الاحترافية

### أندية لعب لها
- نادي باولم
- نادي لوزان

## روابط خارجية
- محمد بيغزاديتش على موقع قاعدة بيانات كرة القدم.إي يو (الإنجليزية)
- محمد بيغزاديتش على موقع عالم كرة القدم.نت (الإنجليزية)